# IFEMA
Ifema (acrònim d'Institución Ferial de Madrid) és una entitat que organitza fires, salons i congressos en les seves instal·lacions de Madrid.
Es tracta d'un consorci entre el Ajuntament de Madrid (31 %), la Comunitat de Madrid (31 %), la Cambra de Comerç de Madrid (31 %) i la Fundació Montemadrid.
Entre les fires que ha organitzat es troben FITUR, SIMO, ARCO o Fashion Week Madrid.